# Dirphia apeggyae
Dirphia apeggyae is een vlinder uit de onderfamilie Hemileucinae van de familie nachtpauwogen (Saturniidae).
De wetenschappelijke naam van de soort is voor het eerst geldig gepubliceerd door Ronald Brechlin & Frank Meister in 2011.

## Type
- holotype: "male, 28.I.2008. leg. H. Käch. Barcode: BC-RBP-4759"
- instituut: MWM, München, later ondergebracht in de ZSM, München, Duitsland
- typelocatie: "Ecuador, Pichincha Province, W of Quito, Los Bancos, 1000 m., ca. 00°20'S, 78°54'W"

### Synoniem
- Dirphia subhorca Dognin, 1901 (pro parte)